# The Landlord's Game

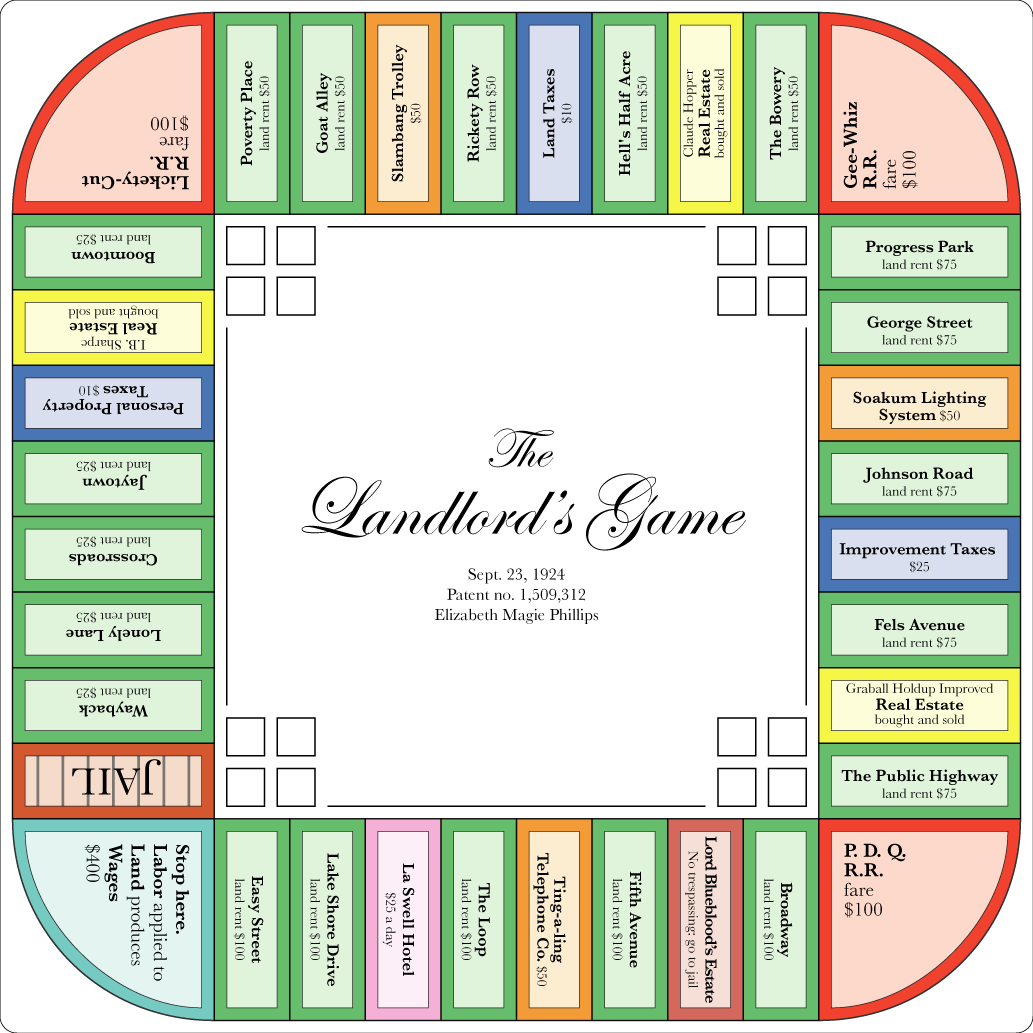
Landlords spelbord uit 1924, gebaseerd op VS patent nr. 1.509.312

The Landlord's Game is een spel vergelijkbaar met Monopoly en de inspiratie voor dat spel. Elizabeth Magie vroeg op 5 januari 1904 een patent aan op het spel. In 1924 vroeg zij een patent aan voor een gewijzigde versie. The Landlord's Game ('het spel van de huisbaas') gaf aan een groep Quaker leraren uit Atlantic City inspiratie voor Monopoly, C.B. Darrow heeft dit idee doorverkocht aan Parker Brothers, zodat het spel ontwikkeld werd in 1934.
Elizabeth Magie ontwikkelde het spel om de politiek-economische theorie van het Georgisme uit te leggen. Het was een politieke aanklacht tegen private grondeigendom.
Ondanks de ontwikkeling van het spel had niemand interesse om het uit te brengen, tot 1910. Toen werd het uitgebracht in de Verenigde Staten door de Economic Game Company in New York. In 1913 werd hetzelfde gedaan in het Verenigd Koninkrijk, door de Newbie Game Company te Londen, onder de naam "Brer Fox an' Brer Rabbit".
Elizabeth Magie hield de patenten tot 1935, en verkocht toen het spel aan Parker Brothers voor een bedrag van 500 dollar. Ditzelfde bedrijf was toen net gestart met het commercialiseren van het spel Monopoly en kocht alle patenten van varianten op, om op die manier te voorkomen dat er concurrentie zou optreden. Parker verkreeg hiermee het monopolie op Monopoly.
In 2008 vonden onderzoekers dat iemand uit Delaware een spel had ontwikkeld met elementen van The Landlord's Game en van Monopoly. Dat bordspel leek de verborgen link tussen beide bordspellen.